# Деполяризатор
Деполяриза́тор (рос. деполяризатор, [электроактивное вещество], англ. depolarizer, [electroactive substance]) —
1. У вольтамперометрії та споріднених методах — речовина, що при введенні в розчин змінює величину електродної поляризації за рахунок електрохімічного відновлення чи окиснення (в тому числі з розривом чи утворенням хімічних зв'язків) у стадії переносу заряду на електроді. Термін, згідно з рекомендаціями IUPAC, не стосується прекурсорів.

1. У потенціометрії з йонселективними електродами — матеріал, що містить визначуваний іон. За IUPAC термін є застарілим.

Синонім — електроактивна речовина.